# ITunes Live from SoHo (мини-альбом Адели)
iTunes Live from SoHo — дебютный мини-альбом британской певицы Адели. Релиз альбома состоялся 3 февраля 2009 года в США. Альбом дебютировал со 105 позиции в американском чарте Billboard 200'. Записанный в жанрах поп, соул и акустическая музыка, альбом содержит в себе ранее выпущенные песни и некоторые неизданные. Был выпущен лейблом XL в цифровом формате. Запись альбома происходила 14 ноября 2008 года во время концерта певицы.

## Список композиций
| №  | Название                           | Длительность |
| -- | ---------------------------------- | ------------ |
| 1. | «Crazy for You»                    | 4:35         |
| 2. | «Right As Rain»                    | 3:42         |
| 3. | «Make You Feel My Love»            | 4:13         |
| 4. | «Melt My Heart to Stone»           | 3:22         |
| 5. | «Hometown Glory»                   | 3:57         |
| 6. | «Chasing Pavements»                | 3:47         |
| 7. | «Fool That I Am»                   | 2:30         |
| 8. | «That's It, I Quit, I'm Moving On» | 2:23         |

## Чарты
| Чарт (2009)       | Наивысшая позиция |
| ----------------- | ----------------- |
| США Billboard 200 | 105               |

## История релиза
| Регион | Дата           | Формат | Лейбл |
| ------ | -------------- | ------ | ----- |
| США    | 3 февраля 2009 | ЦД     | XL    |